# 디안 (영화)
디안(Diane)은 미국에서 제작된 데이비드 밀러 감독의 1956년 드라마, 멜로/로맨스 영화이다. 라나 터너 등이 주연으로 출연하였다.

## 출연

### 주연
- 라나 터너

### 조연
- 페드로 아멘다리즈
- 로저 무어
- 마리사 파밴
- 세드릭 하드윅